# الإجهاض في أنغولا
يعد الإجهاض في أنغولا قانوني فقط إذا كان الإجهاض سينقذ حياة المرأة. في أنغولا، فإن أي إجهاض يتم إجراؤه في ظل ظروف مختلفة يعرض المرأة والشخص الذي يؤدي الإجراء إلى السجن لمدة ثلاث سنوات. إذا توفيت المرأة نتيجة للإجهاض، تزداد التهم الجنائية بمقدار الثلث.

## عوائق الإصلاح القانوني
كان من الصعب إقرار التدابير الأنغولية لتقليص عدد حالات الإجهاض غير الآمنة، من خلال جعل عمليات الإجهاض القانونية أكثر سهولة بسبب السكان المحافظين.